# Max Buchner (Historiker)
Max Buchner, auch Maximilian Buchner (* 14. September 1881 in München; † 8. April 1941 in München) war ein deutscher Historiker und Herausgeber einer katholisch-rechtsnationalen Zeitschrift.

## Leben
Buchner studierte Geschichte an der Ludwig-Maximilians-Universität in München. Dort wurde er Mitglied der katholischen Studentenverbindung KDStV Aenania München und später der KDStV Markomannia Würzburg, beide im CV. 1907 promovierte er bei Hermann von Grauert, 1911 habilitierte er sich bei ihm. Bis 1919 war er Privatdozent, ab 1919 außerordentlicher Professor für Geschichte an der Universität München. 1926 wechselte er an die Julius-Maximilians-Universität in Würzburg und wurde Inhaber des Konkordatslehrstuhles für mittelalterliche Geschichte. Von 1936 bis zu seinem Tode 1941 war er wiederum Professor an der Ludwig-Maximilians-Universität München.
Buchner war Anhänger der 1917 bis 1918 bestehenden nationalistischen Deutschen Vaterlandspartei, die den Friedensschluss zur Beendigung des Ersten Weltkriegs bekämpfte. Von 1924 an war er Herausgeber der Gelben Hefte, einer Historischen und politischen Zeitschrift für das katholische Deutschland. Diese Publikation sollte das traditionsreiche Magazin Historisch-Politische Blätter für das katholische Deutschland von Joseph Görres, das von 1838 bis 1923 bestand, fortsetzen, erschien nach 1926 aber nur noch unregelmäßig und wurde mit Buchners Tod 1941 eingestellt. Sie diente dazu, aus monarchistischer Position eine überkonfessionelle Einheitsfront der nationalen Rechten gegen Liberalismus und Aufklärung zu propagieren.
Buchner war einer derjenigen, die den katholischen Theologen und Straßberger Pfarrer Philipp Haeuser (1876–1960), einen aktiven Antisemiten und bekennenden Anhänger von Adolf Hitler, gegenüber Kritik aus der katholischen Kirche verteidigten.
Nach Ende des Zweiten Weltkrieges wurden Buchners Lehren der Geschichte und das von ihm herausgegebene Die alte deutsche Armee und ihre Bedeutung für Volk, Vaterland und Religion in der Sowjetischen Besatzungszone auf die Liste der auszusondernden Literatur gesetzt. In der Deutschen Demokratischen Republik folgte auf diese Liste noch sein Auf dem Wege nach Weimar und von Weimar nach Potsdam.

## Schriften (Auswahl)
- Die Entstehung der Erzämter und ihre Beziehung zum Werden des Kurkollegs mit Beiträgen zur Entstehungsgeschichte des Pairskollegs in Frankreich (= Görres-Gesellschaft zur Pflege der Wissenschaft im Katholischen Deutschland. Veröffentlichungen der Sektion für Rechts- und Sozialwissenschaft. 10, ZDB-ID 987340-5). Schöningh, Paderborn 1911.
- Die deutschen Königswahlen und das Herzogtum Bayern. Vom Beginn des 10. bis zum Ende des 13. Jahrhunderts. Ein Beitrag zur Entstehungsgeschichte des Kurrechtes der Laienfürsten (= Untersuchungen zur deutschen Staats- und Rechts-Geschichte. 117, ZDB-ID 514754-2). Marcus, Breslau 1913.
- als Herausgeber: Die alte deutsche Armee und ihre Bedeutung für Volk, Vaterland und Religion. R. Oldenbourg in Kommission, München 1926.
- Kaiser Wilhelm II., seine Weltanschauung und die deutschen Katholiken. Köhler, Leipzig 1929.
- als Herausgeber: Aus der Vergangenheit der Universität Würzburg. Festschrift zum 350jährigen Bestehen der Universität. Springer, Berlin 1932.
- Auf dem Wege nach Weimar und von Weimar nach Potsdam. Ein geschichtlicher Rückblick auf die Wandlungen des Bismarckreiches zum Parteienstaat und das Wieder-Erwachen des nationalen Deutschlands. Verlag „Gelbe Hefte“, München 1933.
- Lehren der Geschichte. Hueber, München 1937 (Aus: Gelbe Hefte. Bd. 12, Nr. 4, 6–12; Bd. 13, Nr. 1–3).
- als Herausgeber: Christliche und deutsche Charakterköpfe. Hueber, München 1938.
- Friedrich Wilhelm Weber. Leben und Werk des Dreizehnlindendichters. Laumann, Dülmen/Westfalen 1940.